# ینگی امام

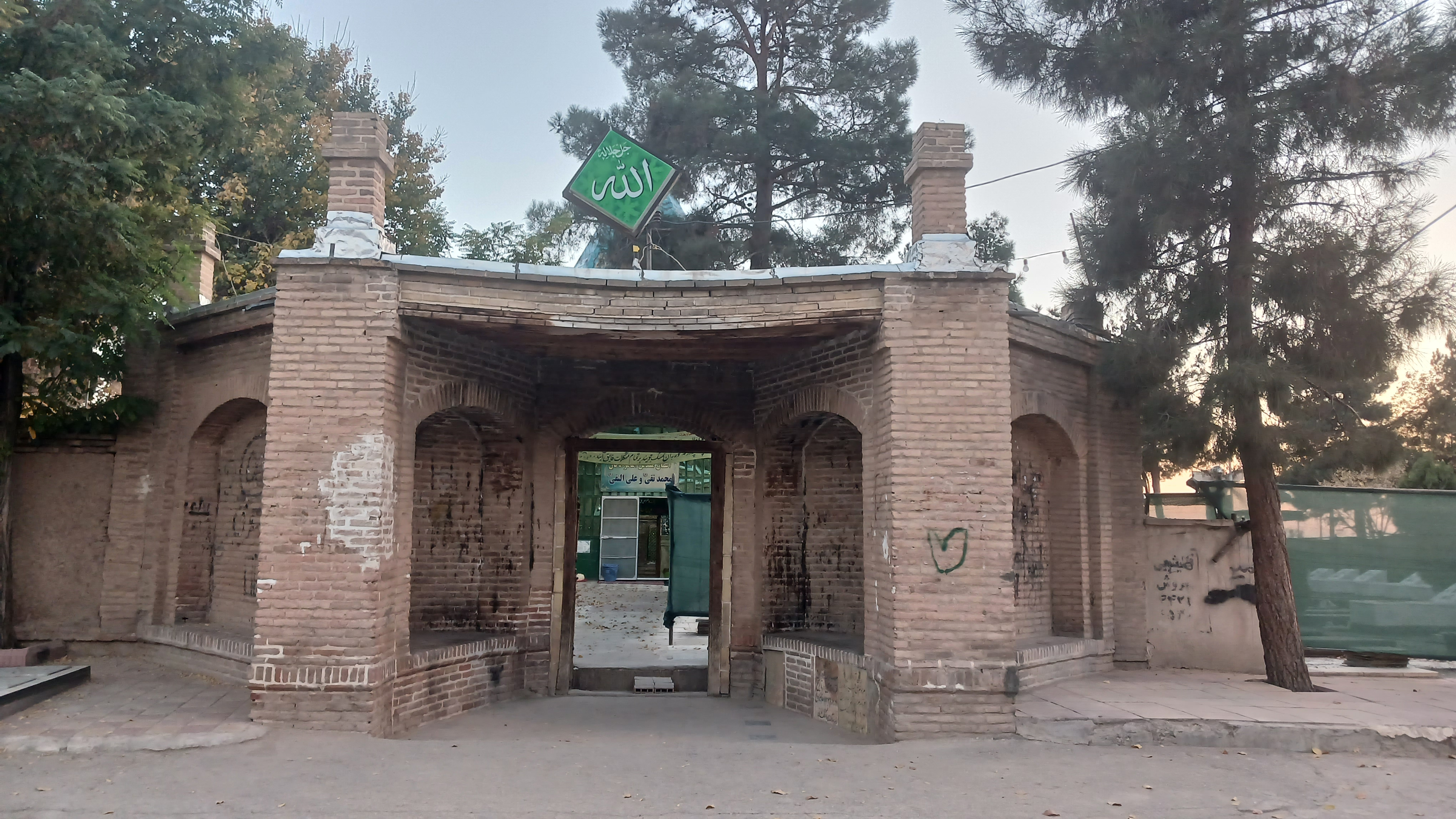
بقعه امام زاده ینگی امام

ینگی امام یا ینگه امام «نام محاوره‌ای:ینگه مام» یکی از روستاهای کهن شهرستان ساوجبلاغ است که امامزاده، کاروانسرا و تپه‌ای تاریخی را در خود جای داده است. در ابتدا نام ینگی امام به امامزاده و سپس به کاروانسرا و تپه و هم‌اکنون به همه این روستا گفته می‌شود.
در حال حاضر ینگی امام به شهر هشتگرد اضافه شده است و اکنون ابتدای شهر هشتگرد از جاده قدیم کرج به سمت قزوین می‌باشد.

## زبان
مردم این روستا به زبان‌های ترکی ساوجبلاغی و فارسی کرجی که زبان محلی کوهپایه‌ها می‌باشد سخن می‌گویند.

## امامزاده
بنای امامزاده مربوط به دوره صفویه تا قاجار است که در خرداد ۱۳۸۱ از سوی سازمان میراث فرهنگی در فهرست آثار ملی ایران قرار گرفت. ورودی امامزاده در جهت شمال و مقابل روستا است و از جاده کرج-هشتگرد تنها نمای پشت یا جنوبی آن مشاهده می‌شود. روی یکی از چند کاشی که داخل محراب کار گذاشته شده، چنین آمده است: «یادگاری استاد مرتضی ولد استاد محمدباقر امین ۱۳۱۱». مرقد امامزاده به صورت سکوی بلندی با کاشی‌های عادی فیروزه‌ای پوشیده شده و در بدنه شمالی آن چهار کاشی بر جسته ستاره‌ای شکل آبی رنگ دوره قاجاریه قرار دارد. ضریح چوبی روی مرقد بسیار ساده ساخته شده و تاریخ آن، سال ۱۳۵۴هجری قمری است. در پاشنه ورودی بنا، سنگ قبری قرار دارد که متعلق به تاریخ ۱۰۷۲ است. این بنا که از آثار دوره صفویه است، گذشته از تعمیرات دوره قاجاریه، در سال ۱۳۴۷ شمسی نیز از سوی سازمان ملی حفاظت آثار باستانی ایران تعمیر شده است. گنبد بنا به صورت هرم ۱۲ ترکی بوده و در رأس آن تزییناتی به شکل زیگزاگ‌های سیاه رنگ و در قسمت‌های دیگر قاب‌سازی با طرح هندسی دیده می‌شود. در مجموع، بنای امامزاده آجری چهار گوش است که از دو قسمت ایوان شمالی در جلو و حرم اصلی در پشت تشکیل می‌شود. مدخل شمالی ورودی اصلی به امامزاده نیز آجری و در هر دو طرف دو طاقنمای جانبی دارد.

## کاروانسرا
به فاصله کمی از آرامگاه امامزادگان هادی و علی‌النقی و حدود ۱۰۰متر از سمت جاده کرج-هشتگرد، کاروانسرای شاه عباسی ینگی امام قرار دارد. طرح کلی کاروانسرا مستطیل شکل است. چنان‌که طول خارجی آن ۶۹متر و عرض آن ۶۰/۶۷متر است. متأسفانه هم‌اکنون فقط ضلع شرقی نمای خارجی آن همچون گذشته سلامت خود را حفظ کرده و نمای خارجی سه ضلع دیگر تغییرات کلی یافته است. از تغییرات ایجاد شده در این کاروانسرای زیبا که نوعی تخریب به‌شمار می‌رود، می‌توان به نصب درب و پنجره‌های جدید در نمای شمالی، مسدود شدن دو طاقنما و در ورودی ضلع جنوبی که دهانه قوس سر در آن ۴۰/۵ متر است، فروریختگی طاق در سردر ورودی ضلع جنوبی، ضمیمه شدن حجره‌های دو طرف ضلع شمالی داخل کاروانسرا به حجره‌های پشتی، تغییرات عمده در محوطه گوشه جنوب غربی و… اشاره کرد. اهمیت و زیبایی کاروانسرای ینگی امام به حدی است که وصف آن علاوه بر سفرنامه‌های ایرانی به سفرنامه‌های خارجی نیز سرایت کرده است. به عنوان نمونه لرد کرزن نایب‌السلطنه هندوستان در سفر خود طی سال‌های ۱۸۸۵و ۱۸۹۵میلادی و «یوشیدا ماساهارو» نخستین فرستاده دولت ژاپن به ایران در عصر قاجار از تناسب و زیبایی تحسین‌برانگیز این کاروانسرا سخن به میان آورده‌اند. میرزا حسین فراهانی در سفرنامه خود ضمن شرح مسیر راه تهران تا قزوین می‌نویسد: «کاروانسرای ینگی امام شش اتاق بزرگ و کوچک پاکیزه سفیدکاری شده دارد که همه را فرش کرده و مبل گذاشته‌اند و منزلگاه مسافران محترم است. جلوی این کاروانسرا باغ بزرگی ساخته شده که قریب به دوازده جریب است و صحن کاروانسرا مشتمل بر سه ایوان و بیست و چهار حجره است که همه حجره‌ها اتاق شده و بعضی اتاقها حصیر فرش و مبل مختصری دارد که منزلگاه مسافران است».
هم مرور زمان، هم بی تولیتی این مکان زیبای تاریخی و هم تغییراتی که در ساختمان آن از پیش از انقلاب به وجود آمده زنگ خطری است که هر چه زودتر باید مسوولان سازمان میراث فرهنگی و گردشگری برای حفاظت و مرمت آن اقدام نمایند. بهترین پیشنهاد آن است که کاروانسرا پس از ثبت به عنوان اثر ملی به مجتمع فرهنگی. سیاحتی یا موزه تبدیل شود.

## تپهٔ تاریخی
سومین اثر معروف ینگی امام، تپه‌ای تاریخی است که به فاصله کمی از امامزاده و کاروانسرا در حاشیه جاده کرج-هشتگرد قرار دارد. سال‌های پیش، آثار و علایم معماری روی آن نمایان بوده که به مرور زمان از میان رفته است. دربارهٔ تاریخ‌نگاری تپه مزبور پیش از انجام حفاری‌های باستان‌شناختی سخنی نمی‌توان گفت؛ اما وجود تکه‌های فراوان سفال در سطح آن و کشف آثار به صورت تصادفی به هنگام تعریض جاده از تاریخی بودن تپه حکایت می‌کند.